# Elemento transactinídeo
Em química, elementos transactinídeos são elementos químicos com números atômicos maiores do que os actinídeos.
Todos estes elementos são instáveis e têm meias vidas bastante curtas.